# Sladana Dokovic
Sladana Dokovic (født 27. juli 1995 i Münsterlingen, Schweiz) er en kvindelig schweizisk håndboldspiller, der spiller for LC Brühl Handball og Schweiz' kvindehåndboldlandshold, som målvogter.

## Meritter
- Spar Premium League:
  - Guld: 2012, 2017, 2019
- Schweizer Cupsieger:
  - Guld: 2016, 2017
- SuperCupsieger:
  - Guld: 2017, 2019